# Кентерберійські оповіді
«Кентерберійські оповіді», також «Кентерберійські оповідки», «Кентерберійські оповідання» (англ. The Canterbury Tales) — віршовані новели Джеффрі Чосера. Твір написано в кінці XIV століття середньоанглійською мовою; не завершений.

## Короткий опис
«Кентерберійські оповіді» — це збірка з 24 віршованих новел, об'єднаних загальною рамкою (хоча Чосер задумував загалом 120 новел): історії розповідають описані в авторському пролозі паломники, що прямували на поклоніння мощам святого Томаса Беккета в Кентербері. За задумом Чосера, кожен з них мав розповісти чотири історії (дві на шляху в Кентербері і дві дорогою назад). У «Кентерберійських оповідях», переважно віршованих, не використовується однакового членування вірша; поет вільно варіює строфи та розміри. Переважаючий розмір — 5-стопний ямб з парним римуванням («героїчна строфа» — англ. heroic couplet).
Оповідачі належать до всіх верств середньовічного англійського суспільства: серед них є лицар, чернець, священик, лікар, мореплавець, купець, ткаля, кухар, йомен та ін. Їхні історії частково походять з традиційних новелістичних сюжетів, що були використані, зокрема, в «Книзі благої любові» Хуана Руїса та «Декамероні» Боккаччо, проте деякі з них мають оригінальний характер.
Розповіді паломників вельми різноманітні за тематикою, часто пов'язані з темою любові та зради, та чи найголовнішою темою є сатиричне змалювання зловживань католицької церкви. Інший важливий аспект оповідей — детальний опис головних трьох верств тодішнього суспільства (аристократи, священики й селяни) та значення такої суспільної структури в житті людей середньовіччя. Літературна майстерність Чосера проявляється і в тому, що в новелах відображені індивідуальні риси і манера мови оповідачів.
Одні оповіді мають гумористичний характер, інші — серйозні теми, та всі вирізняються точністю в описі людської природи.
Новаторство та своєрідність «Кентерберійських оповідей» було гідно оцінене лише в епоху романтизму, адже продовжувачі традицій Чосера з'явилися вже за його життя (Джон Лідгейт, Томас Хокклів та ін.), а сам твір було опубліковано Вільямом Кекстоном в найранішу пору англійського друкарства.

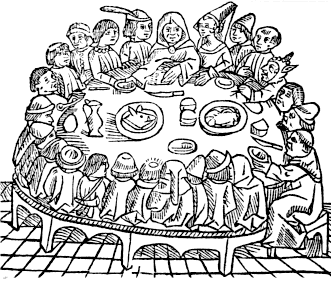
Дереворит з другого видання «Кентерберійських оповідей» Вільямом Кекстоном, опублікованого 1483 року

Чи не найбільшим внеском у розвиток англійської літературної мови є вживання в «Кентерберійських оповідях» розмовної мови, замість престижних тоді старофранцузької та латини. Твір Чосера, зокрема його структура та вживання народної мови, мали вплив на інші європейські літератури. Водночас і сам Чосер, після поїздки до Італії, чимало запозичив з «Декамерона» Джованні Бокаччо.

## Структура
Збірка «Кентерберійські оповіді» має таку структуру:
1 фрагмент
- The General Prologue to the Canterbury Tales (Загальний пролог до Кентерберійських оповідей)
- The Knight's Tale (Оповідь лицаря)
- The Miller's Prologue and Tale (Пролог та оповідь мірошника)
- The Reeve's Prologue and Tale (Пролог та оповідь мажордома)
- The Cook's Prologue and Tale (Пролог та оповідь кухаря)

2 фрагмент
- The Man of Law's Introduction, Prologue and Tale (Вступ, пролог та оповідь правника)

3 фрагмент
- The Wife of Bath's Prologue and Tale (Пролог та оповідь жінки З Бата)
- The Friar's Prologue and Tale (Пролог та оповідь ченця-кармеліта)
- The Summoner's Prologue and Tale (Пролог та оповідь пристава церковного суду)

4 фрагмент
- The Clerk's Prologue and Tale (Пролог та оповідь клерка)
- The Merchant's Prologue and Tale (Пролог та оповідь купця)

5 фрагмент
- The Squire's Introduction and Tale (Пролог та оповідь сквайра)
- The Franklin's Prologue and Tale (Пролог та оповідь землевласника)

6 фрагмент
- The Physician's Tale (Оповідь лікаря)
- The Pardoner's Introduction, Prologue and Tale (Вступ, пролог та оповідь торговця індульгенціями)

7 фрагмент
- The Shipman's Tale and Epilogue (Оповідь та епілог шкіпера)
- The Prioress's Prologue and Tale (Пролог та оповідь ігуменьї)
- The Prologue, Tale and Epilogue of Sir Topas (Пролог, оповідь та епілог про сера Топаса)
- The Tale of Melibee (Оповідь про Мелібея)
- The Monk's Prologue and Tale (Пролог та оповідь ченця)
- The Nun's Priest's Prologue, Tale and Epilogue (Пролог, оповідь та епілог монастирського капелана)

8 фрагмент
- The Second Nun's Prologue and Tale (Пролог та оповідь другої черниці)
- The Canon's Yeoman's Prologue and Tale (Пролог та оповідь слуги каноніка)

9 фрагмент
- The Manciple's Prologue and Tale (Пролог та оповідь економа)

10 фрагмент
- The Parson's Prologue and Tale (Пролог та оповідь священика)
- Chaucer's Retraction (Спростування Чосера)

## Українські переклади

### Переклад уривків
- (частковий переклад) Джеффрі Чосер. Кентерберійські оповідання (уривки «Загальний пролог», «Оповідь Мірошника»). Переклад з староанглійської: Є. Крижевич. Київ: Журнал «Всесвіт», #5, 1978.
- (частковий переклад) Джеффрі Чосер. Кентерберійські оповідання (уривок «Оповідь Слуги каноніка»). Переклад з староанглійської: Костянтин Михайлович Родигін. Донецьк: Журнал: «Отражения», № 5. 2012.

- (частковий переклад) Поетична алхімія Джеффрі Чосера / Переклад, коментарі, передмова і заключна стаття Костянтина Родигіна. — Київ: ФОП Халіков, 2017 — 114 с.

- (частковий переклад) Джеффрі Чосер. Кентерберійські оповідки (уривки). Переклад: Максим Стріха (міститься в книзі Улюблені переклади: авторська антологія перекладів зразків світової поезії. Київ: Український письменник. 2015. 722 стор. (In corpore). ISBN 978-966-579-460-8

### Перший повний переклад
Перший повний переклад вийшов друком у видавництві «Астролябія» 20 травня 2019 року за підтримки програми Європейського Союзу «Креативна Європа».
Видання виграло нагороду на «Book Forum Best Book Award 2019» в рамках 26-ого Book Forum Lviv у номінації «Класична іноземна література в українському перекладі».
- Джеффрі Чосер. Кентерберійські оповіді (у двох частинах). Переклад: Максим Стріха. Львів: Видавництво «Астролябія». 2019 :
  - Частина I. — 528 стор. ISBN 978-617-664-153-7[6]
  - Частина II. — 528 стор. ISBN 978-617-664-154-4[7]

- Джеффрі Чосер. Кентерберійські оповіді (у двох частинах). Переклад: Максим Стріха. Львів: Видавництво «Астролябія». 2019 (електронна версія):
  - Частина I [Архівовано 28 жовтня 2020 у Wayback Machine.]
  - Частина II

## Екранізації
- 1972 року на екрани вийшов однойменний фільм П'єра Паоло Пазоліні.
- У 1998—2000 роках вийшов однойменний мультфільм, створений британськими та російськими мультиплікаторами.
- 2003 року на екрани вийшов однойменний серіал, знятий у Великій Британії.

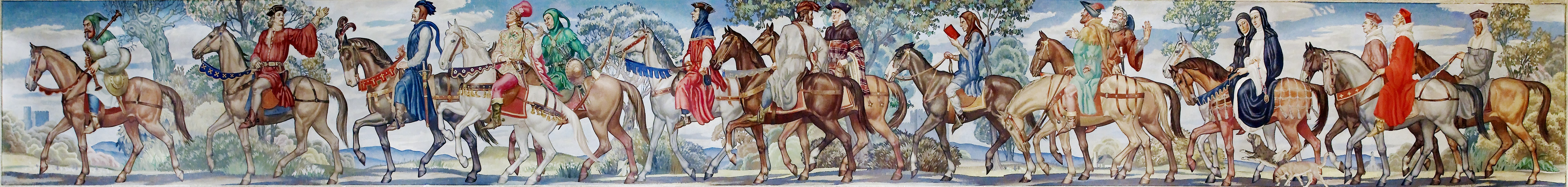
Паломники до Кентербері пензля Езри Вінтера (1886—1949) з Чосером (сьомий), що повернувся спиною й розмовляє з правником. Фреска у одній з читальних зал Бібліотеки Конгресу (Вашингтон)

## Різне
«Кентерберійські оповіді» мають номер 11 у Рейтингу 100 найкращих книг усіх часів журналу Ньюсвік.